# Achtuba
L'Achtuba (in russo А́хтуба?; in tataro: Ак-тюбе, Ak-tjube) è un fiume della Russia europea meridionale, braccio deltizio del Volga, che scorre nella regione pianeggiante dell'oblast' di Volgograd, bagnando la cittadina di Volžskij e nell'oblast' di Astrachan'. Altre città che sorgono vicino a questo fiume sono Leninsk, Znamensk, Achtubinsk e Charabali (a circa 5 km dal fiume).
L'Achtuba è lungo 537 km ed ha una portata d'acqua di 153 metri cubi al secondo. Il letto del fiume è largo 200 metri, in alcuni punti anche 300 metri, ma in altri la larghezza non supera i 50 metri. A nord-est di Astrachan', presso Krasnyj Jar si unisce al Buzan, uno dei maggiori rami del delta del Volga, a 67 km dalla foce.
L'area tra il Volga e il fiume Achtuba è conosciuta come pianura di Volga-Achtuba (Волго-Ахтубинская пойма), ed in questa zona sono presenti le maggiori coltivazioni di angurie del paese.